# Ivar Giaever
Ivar Giaever (scris și Giæver) (n. 5 aprilie 1929, Bergen, Norvegia – d. 20 iunie 2025, Schenectady, New York, SUA) a fost un fizician norvegian, laureat al Premiului Nobel pentru Fizică în 1973 împreună cu Leo Esaki și Brian David Josephson pentru cercetările din domeniul fizicii solizilor. Rolul său a fost cercetarea fenomenelor de tunelare a electronilor în semiconductori.

## Încălzirea globală
Ivar Giaever și-a manifestat in mod repetat opoziția fata de ideea încălzirii globale aducând argumente pentru faptul ca este o știință falsă și pe care a numit-o „noua religie”  Folosindu-se de faptul ca în ultimii 150 de ani variația temperaturii a fost de 0,8 grade.  
Giaever a afirmat că  „Este uimitor cat de stabila a fost temperatura în ultimii 150 de ani”.
În toamna anului 2011, Giaever a demisionat din cadrul American Physical Society datorită poziției oficiale a acesteia , afirmând că : "În cadrul APS este ok sa se dezbată dacă masa protonului se modifică în timp și cum se comporta multi-universul, însă evidenta încălzirii globale este  controversabilă?"
La cea de-a 62-a întâlnire a laureaților premiului Nobel de la Lindau, Giaever a pus în discuție semnificația creșterii aparente a temperaturii afirmând că exista opinia cum că "media temperaturii la suprafață pe întreaga planetă de-a lungul unui an a crescut de la ~288K până la 288.8 K în 150 ani, adică 0.3% și dioxidul de carbon este responsabil. Dacă acest lucru este adevărat, pentru mine înseamnă că temperatura a fost incredibil de stabila". Giaever și-a încheiat prezentarea cu : "Sunt modificările climatice o știință falsă (pseudoștiință)? Dacă ar fi să răspund la aceasta întrebare, răspunsul este: ABSOLUT."
Giaever și-a reafirmat poziția sa vis-a-vis de subiectul  încălzirii globale în cadrul aceluiași eveniment în 2015, argumentându-și poziția în baza datelor referitoare la temperaturile medii globale   (GISTEMP)  publicate printre alții de către NASA , date ce indica fatul că temperatura medie globală la suprafatăa crescut cu mai putin de un grad kelvin în 140 de ani si nu a crescut deloc pentru perioada cuprinsa intre 2000 si 2014. Un punct important al discursului lui  Giaever a fost acela al încrederii in calcularea statistică a acestei temperaturilor vis-a-vis de distribuția spatiala neomogena a locațiilor de măsură pe glob , cu deosebire foarte slaba acoperire a emisferei sudice.